# Calamus dransfieldii
Calamus dransfieldii är en enhjärtbladig växtart som beskrevs av Renuka. Calamus dransfieldii ingår i släktet Calamus och familjen Arecaceae. Inga underarter finns listade i Catalogue of Life.